# Buk-gu, Busan
Khu Bắc là một khu trực thuộc thành phố Busan, Hàn Quốc. Khu Bắc nằm tại phía bắc miền trung thành phố Busan, có diện tích 38,30 km² với dân số khoảng 335.000 người. Buk-gu chính thức trở thành một khu của thành phố Busan vào năm 1978.

## Phân cấp hành chính
Buk-gu được chia thành 5 dong pháp lý, bao gồm 13 dong hành chính, như sau:
- Gupo-dong (3 dong hành chính)
- Geumgok-dong
- Hwamyeong-dong (3 dong hành chính)
- Deckcheon-dong (3 dong hành chính)
- Mandeok-dong (3 dong hành chính)

## Thành phố kết nghĩa
- Jiaozhou, Trung Quốc

## Liên kết
- Trang chủ Buk-gu Lưu trữ ngày 29 tháng 9 năm 2007 tại Wayback Machine (tiếng Anh)